# Bracon speculator
Bracon speculator är en stekelart som beskrevs av Fabricius 1804. Bracon speculator ingår i släktet Bracon och familjen bracksteklar. Inga underarter finns listade.